# Okan Yalabik
Okan Yalabık (13 de dezembro de 1978) é um actor turco. Graduou-se em teatro no Conservatório Estatal da Universidade de Istambul. Tem aparecido em mais de vinte filmes desde 2001.
Na América Latina foi conhecido graças à sua interpretação de Ibrahim Pasha na série Muhteşem Yüzyıl (O sultão).

## Biografia
Yalabık nasceu em 1978 em Istambul, como o segundo filho de uma família nativa de Balıkesir. Frequentou a Escola Primária Maçka e a desde cedo mostrou interesse na actuação. De acordo com uma entrevista, foi o seu irmão, Ozan, quem trouxe a casa um filme chamado Ferhangi Şeyler de Ferhan Şensoy, e ele memorizou cada linha do mesmo e decidiu converter-se num actor. Mais tarde frequentou a secundária Şişli Terakki, seguido pela  secundária Sakip Sabancı Anadolu, e em 1993 ajudou no estabelecimento do Departamento de Teatro Escolar Sakip Sabancı Anadolul. Interpretou vários papéis em muitos grupos de aficionados, e eventualmente matriculou-se no Conservatório Estatal da Universidade de Istambul em 1997 para estudar teatro.

## Carreira
O seu primeiro papel foi em 1998 com a personagem Martı numa obra no Teatro Kenter. Mais tarde realizou diferentes personagens nas obras Nükte, Sırça Kümes, Inishmorelu Yüzbaşı no mesmo lugar. Em 2006, apareceu em Orhan Hakalmaz do clip Şou Kışlanın Kapısına, e em 2007, juntamente com Sezin Akbaşouğulları, participou num comercial de Robert Bosch GmbH Turquia. Mais tarde, começou a actuar em filmes como Gülüm e Kolay Para e fez parte do elenco das séries Eılan Hikâyesi, Serseri, e Hatırla Sevgili
Em 2010, pelo papel de Hasan no filme Av Mevsimi, do director Yavuz Turgul, ganhou o prémio "Melhor actor secundário" nos 4º Yeşilçam Awards. No mesmo ano tomou parte no Programa de Pós-grado em Filme e Drama da Universidade Kadir.
Em 2011, interpretou Pargalı Ibrahim Pasha na histórica série Muhteşem Yüzyıl. A sua personagem foi assassinada no episódio 82. Nos últimos episódios, a sua voz foi apresentada numa série de cenas.
Em 2015, participou na série Analar ve Anneler de atv', dirigida por Mehmet Ada Öztekin, e fez parte do elenco principal juntamente com Sinem Kobal, Hazar Ergüçlü e Binnur Kaya. Mas, devido aos baixos ratings, a série terminou após 9 episódios.
Em 2016, uniu-se a um movimento a respeito dos efeitos deixados pelas Guerras dos Balcãs, titulado Annemin Yarası, que foi dirigido por Ozan Açıktan. No mesmo ano, deu voz à personagem Adnan ve Çizer no filme de animação Kötü Kedi Şerafettin, baseada na novela Bülent Üstün Também continuou a sua carreira teatral, aparecendo na obra Os 39 Degraus, na Turquia.